# Dephomys
Dephomys là một chi động vật có vú trong họ Muridae, bộ Gặm nhấm. Chi này được Thomas miêu tả năm 1926. Loài điển hình của chi này là Mus defua Miller, 1900.

## Các loài
Chi này gồm các loài: